# Elizabeth Robins Pennell
Elizabeth Robins Pennell (21 de febrero de 1855-7 de febrero de 1936) fue una escritora, biógrafa, traductora, crítica de arte, periodista de viajes y columnista gastronómica estadounidense afincada en Londres. Escribió las biografías de la protofeminista Mary Wollstonecraft, del folclorista Charles Godfrey Leland, y del pintor James McNeill Whistler, entre otros. Fue una pionera de la bicicleta.

## Primeros años
Creció en Filadelfia. Su madre murió en su niñez, y fue enviada a una escuela de monjas de los ocho a 17 años. Cuando regresó a la casa de su padre, él se había vuelto a casar, y ella ya sentía aburrida con las exigencias y restricciones de ser una joven católica. Quería trabajar, y, con el aliento de su tío, el escritor y folclorista Charles Godfrey Leland hizo de la escritura su carrera.
Comenzó con artículos en revistas como Atlantic Monthly y a través de este trabajo conoció a un joven artista cuáquero llamado Joseph Pennell, que también había tenido que enfrentarse a la desaprobación de sus padres para perseguir su vocación creativa. De esta manera comenzó una fructífera colaboración entre la escritora y el ilustrador.

## Primer libro, matrimonio, traslado a Londres

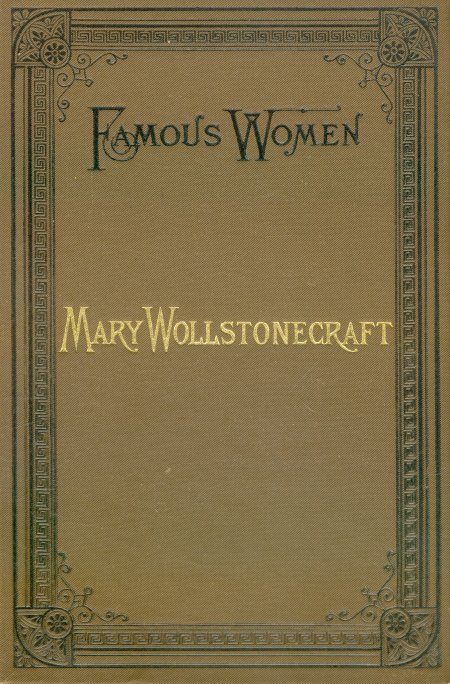
Cubierta de Mary Wollstonecraft, el primer libro de Elisabeth Robins Pennell

Su primer libro, la primera biografía de larga extensión de Mary Wollstonecraft (1759–1797) desde Memoirs of the Author of A Vindication of the Rights of Women de su viudo William Godwin. La biografía de Pennell se desarrolló a través de tres fuentes principales: las memorias de Godwin; el borrador de un editor de Londres llamado Charles Kegan Paul; y las aportaciones de Richard Garnett, conservador de la British Library. La biografía fue publicada en 1884 por los Roberts Brothers de Boston, como primera obra de la serie de Famous Women, y también en Londres por la Walter Scott Publishing Company.
En junio de aquel mismo año, Elizabeth Robins se casó con Joseph Pennell. La pareja aceptó un encargo de escritura de viaje de The Century Magazine y partieron a Europa, llevando a cabo diversos viajes ciclistas. En 1884, de Londres a Canterbury y en 1885, a través de Francia.
Su tío había viajado ampliamente por Europa y se había afincado en Londres, y lo mismo hicieron los Pennell, basando ellos en la capital británica para más de treinta años, con visitas frecuentes a la Europa continental. 
Hicieron un buen equipo de trabajo, produciendo muchos artículos y libros juntos, brindándose apoyo mutuo con la especialidad de cada uno. 
Durante muchos años organizaron veladas en su propia casa los jueves al anochecer, a modo de salones literarios y artísticos. Entre los asiduos se hallaban críticos como Edmund Gosse y William Archer; artistas como Aubrey Beardsley y James McNeil Whistler; autores como Henry James, Max Beerbohm, Oscar Wilde y George Bernard Shaw; y editores como John Lane y William E. Henley. Pennell escribió sobre estas reuniones en su libros de memorias Our House and the People in It (1910), Our House and London Out of Our Windows (1912), y Nights: Rome & Venice in the Aesthetic Eighties, London & Paris in the Fighting Nineties (1916).

## Sus trabajos y su evaluación

### Crítica de arte
Sus principales artículos alrededor del arte y de la gastronomía se publicaron en medios como el Daily Chronicle y el Pall Mall Gazette. La académica Meaghan Clarke vincula a las mujeres periodistas del arte como Pennell con las figuras que popularizó George Gissing en su libro New Grub Street, así como con el concepto de la Mujer Nueva. «Como el periodismo y, uno podría argumentar, debido al periodismo, el mundo del arte de Londres estaba experimentando una intensa popularización durante las décadas de 1880 y 1890.» Pennell escribió de manera crítica sobre las visitas que hizo a salones parisinos y galerías de Londres. Kimberly Morse Jones escribe que «la crítica de Pennell constituye un componente vital de un movimiento más amplio en la crítica victoriana que llegó a ser conocido como New Art Criticism».

### Crítica gastronómica
El lugar de Pennell en la historia literaria culinaria y gastronómica ha sido recientemente revaluado, ya que «allanó el camino para escritores de comida como Elizabeth David, M. F. K. Fisher, y Jane Grigson», en palabras de Jacqueline Block Williams. The Delights of Delicate Eating fue reimpreso en 2000, y Pennell aparece como una de las "estetas femeninas olvidadas" que Talia Shaeffer evalúa en su libro homónimo, donde la define como alguien que «pretendía reconfigurar las comidas como arte, empleando el lenguaje del esteticismo para convertir el acto de comer en un acto de apreciación intelectual».

### Coleccionismo de recetario
De cara a escribir sus columnas, Pennell comenzó a adquirir y coleccionar libros de cocina para emplearlos como material de referencia. En un momento dado sobrepasó los 1000 volúmenes, incluyendo una primera edición rara de Hannah Glasse, lo que la llevó a convertirse, en opinión de la historiadora culinaria Cynthia D. Bertelsen, «una de las coleccionistas de libros de cocina más conocidas del mundo».
Pennell compiló una bibliografía de su biblioteca culinaria que apareció por primera vez en artículos para The Atlantic y en un libro titulado My Cookery Books, centrándose en los recetarios ingleses del siglo XVII y XVIII. 
Gran parte de esta colección se preserva en la división Libros Raros y Colecciones Especiales de la Biblioteca del Congreso, donde el conservador Leonard N. Beck reunió su fondo con la de la científica de la alimentación Katherine Bitting bajo el título Two Loaf-Givers.
Después de su éxito con Mary Wollstonecraft, Pennell escribió otras biografías, produciendo en 1906 la primera de su tío, Charles Leland, que había escrito o compilado, Aradia o el evangelio de las brujas (1899), un libro muy influyente en el desarrollo del neopaganismo y Wicca. 
Los Pennell eran amigos del pintor James Abbott McNeill Whistler, y escribieron una larga biografía de él en 1911.
Elizabeth también escribió la biografía de su marido tras su muerte en 1928.

### Turismo en bicicleta

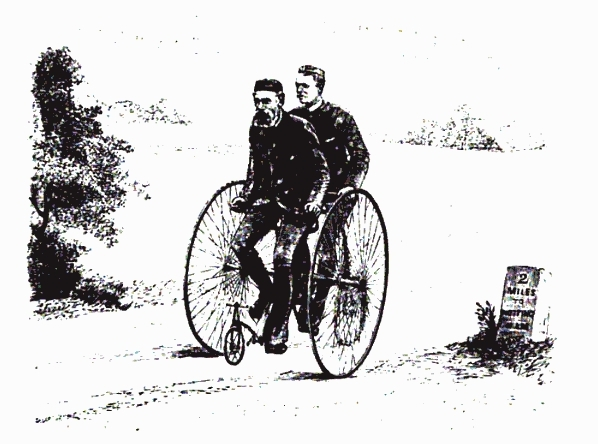
Ilustración de un triciclo de tándem Humber, circa 1885

Fue una gran defensora del ciclismo, sobre todo por la facilidad con la que permitía a los habitantes de la ciudad escapar al campo, por su aire fresco y sus vistas. Afirmó que no hay forma de ejercicio más saludable o más estimulante; no hay placer físico mayor que el de ser arrastrado/a, a buen ritmo, por un camino duro y suave por tus propios esfuerzos.
Menospreció las carreras, prefiriendo viajes largos sin presión, y preguntándose si inadvertidamente había «roto el récord como mujer de ruedas».
Comenzó a montar en ciclos en la década de 1870, mientras todavía vivía en Filadelfia. Al mudarse a Londres, su marido y ella cambiaron su triciclo de tándem rotativo Coventry por un modelo Humber, pasando a experimentar con un solo triciclo, una bicicleta tándem, y finalmente con bicicleta.
El primer viaje que convirtió en un libro fue A Canterbury Pilgrimage, un homenaje a los Cuentos de Canterbury de Chaucer, a modo de una amable introducción al ciclismo en Inglaterra. Durante los siguientes años, la pareja realizó varios viajes juntos, incluyendo otra peregrinación literaria, esta vez en la pista de Laurence Sterne y su novela de viaje de 1765 Viaje sentimental por Francia e Italia. En una etapa posterior de este viaje de 1885 rodaron con un triciclo tándem de Florencia a Roma, atrayendo más atención de la que ella se sentía cómoda, como posiblemente la primera ciclista femenina que los italianos habían visto.
En 1886, ahora cada uno bicicletas de seguridad, viajaron por Europa del Este. Esto sucedió en un momento clave en la historia de la bicicleta y, por supuesto, en la historia de derechos de la mujer, hechos que estaban entrelazados en la figura del Mujer Nueva. Sufragistas y activistas sociales como Susan B. Anthony y Frances Willard reconocieron el poder transformador de la bicicleta. 
Cuando los Pennell habían completado su periplo alpino con Over the Alps on a Bicycle (1898), Annie Londonderry ya se había convertido en la primera mujer en bicicleta alrededor del mundo.

## Últimos años
Los Pennell se trasladaron a los Estados Unidos hacia el fin de Primera Guerra Mundial, ubicándose en la Ciudad de Nueva York. Después de la muerte de su marido, Elizabeth Robins Pennell se mudó de Brooklyn a Manhattan, muriendo allí en febrero de 1936.
Sus libros, especialmente su significativa colección de recetarios significativa (reducida a 433) y su colección de 300 de ilustraciones y bibliografía se legaron a la Biblioteca de Congreso. Sus papeles y documentos están conservados en archivos universitarios.
Pennell firmó a menudo como "N.N." (No name/ Ningún nombre), "A.U." (Author Unknown / Autor desconocido) y "P.E.R." (Sus iniciales cambiadas de orden).

## Lecturas recomendadas
- Schaffer, Talia. The Forgotten Female Aesthetes: Literary Culture in Late-Victorian England. University of Virginia Press, 2008.
- Morse Jones, Kimberly, Elizabeth Robins Pennell: Nineteenth-Century Pioneer of Modern Art Criticism. Ashgate, 2015.

- Datos: Q431196
- Multimedia: Elizabeth Robins Pennell / Q431196